# Hoa hậu Hòa bình Quốc tế 2024
Hoa hậu Hòa bình Quốc tế 2024 là cuộc thi Hoa hậu Hòa bình Quốc tế lần thứ 12, được tổ chức tại MGI Hall, Bravo BKK Mall, Băng Cốc, Thái Lan vào ngày 25 tháng 10 năm 2024. Hoa hậu Hòa bình Quốc tế 2023 Luciana Fuster đến từ Peru đã trao lại vương miện cho người kế nhiệm, cô Christine Juliane Hinkle Opiaza từ Philippines.

## Kết quả

### Thứ hạng
Do có nhiều người đẹp từ bỏ danh hiệu và bị truất ngôi, thứ hạng cuối cùng như sau:
| Vị trí                        | Thí sinh |
| ----------------------------- | --- |
| Hoa hậu Hòa bình Quốc tế 2024 | - Philippines – Christine Juliane Opiaza (Kế nhiệm) |
| Á hậu 1                       | - Brazil – Talita Hartmann (Kế nhiệm) |
| Á hậu 2                       | - Anh Quốc – Amy Viranya Berry (Kế nhiệm) |
| Á hậu 3                       | - Tây Ban Nha – Susana Medina (Kế nhiệm) |
| Á hậu 4                       | - Cộng hòa Dominica – María Felix (Kế nhiệm) |
| Á hậu 5                       | - Colombia – María Angélica Valero Aponte (Kế nhiệm) - Curaçao – Akisha Albert (Kế nhiệm) - Indonesia – Nova Liana § - Malaysia – Melisha Lin (Kế nhiệm) - Peru – Arlette Rujel                                                  |
| Top 20                        | - El Salvador – Giulia Zanoni - Guatemala – Cristina Gonzalo - Nhật Bản – Luma Naomi Shigemitsu - Mexico – Tania Estrada Quezada - Paraguay – Sharon Capó - Thái Lan – Malin Chara-anan ‡ - Quần đảo Virgin (Mỹ) – Samantha Keat |

### Thứ hạng ban đầu
| Vị trí                        | Thí sinh |
| ----------------------------- | --- |
| Hoa hậu Hòa bình Quốc tế 2024 | - Ấn Độ – Rachel Gupta (Từ bỏ/Truất ngôi) |
| Á hậu 1                       | - Philippines – Christine Juliane Opiza |
| Á hậu 2                       | - Myanmar – Thae Su Nyein (Từ bỏ/Truất ngôi) |
| Á hậu 3                       | - Pháp – Safiétou Kabengele (Từ bỏ) |
| Á hậu 4                       | - Brazil – Talita Hartmann |
| Á hậu 5                       | - Cộng hòa Dominica – María Felix - Indonesia – Nova Liana § - Peru – Arlette Rujel - Tây Ban Nha – Susana Medina - Anh Quốc – Amy Viranya Berry |
| Top 20                        | - Colombia – María Angélica Valero Aponte - Curaçao – Akisha Albert - El Salvador – Giulia Zanoni - Guatemala – Cristina Gonzalo - Nhật Bản – Luma Naomi Shigemitsu - Malaysia – Melisha Lin - Mexico – Tania Estrada Quezada - Paraguay – Sharon Capó - Thái Lan – Malin Chara-anan ‡ - Quần đảo Virgin (Mỹ) – Samantha Keat |

§: Thí sinh được vào thẳng Top 10 do chiến thắng giải thưởng Miss Popular Vote
‡: Thí sinh được vào thẳng Top 20 chiến thắng giải thưởng Country's Power of The Year

#### Thứ tự công bố
| 1. Thái Lan 2. Colombia 3. Quần đảo Virgin (Mỹ) 4. Malaysia 5. Mexico 6. Guatemala 7. El Salvador 8. Pháp 9. Curaçao 10. Tây Ban Nha 11. Paraguay 12. Nhật Bản 13. Brazil 14. Ấn Độ 15. Anh Quốc 16. Cộng hòa Dominica 17. Indonesia 18. Philippines 19. Myanmar 20. Perú | 1. Indonesia 2. Pháp 3. Myanmar 4. Peru 5. Tây Ban Nha 6. Anh Quốc 7. Ấn Độ 8. Brazil 9. Cộng hòa Dominica 10. Philippines | 1. Philippines 2. Myanmar 3. Brazil 4. Ấn Độ 5. Pháp |

## Các giải thưởng đặc biệt
| Giải thưởng                      | Thí sinh                                                                           |
| -------------------------------- | ---------------------------------------------------------------------------------- |
| Trang phục dạ hội đẹp nhất       | - Ghana – Sage-La'Parriea Yakubu                                                   |
| Trình diễn áo tắm đẹp nhất       | - Brazil – Talita Hartmann                                                         |
| Trang phục truyền thống đẹp nhất | - Brazil – Talita Hartmann - Ecuador – María José Vera - Honduras – Yariela García |
| Country's Power of the Year      | - Thái Lan – Malin Chara-anan                                                      |
| Grand Voice Award                | - Trinidad và Tobago – Kristina James                                              |
| Grand Pageant’s Choice Award     | - Ấn Độ – Rachel Gupta                                                             |
| Miss Popular Vote                | - Indonesia – Nova Liana                                                           |
| Golden Grand Award (†)           | - Nhật Bản – Eriko Yoshi                                                           |
| Silver Grand Award (†)           | - Brazil – Evandro Hazzy - Tây Ban Nha – Vicente Jimenez Gonzalez                  |

(†) Giải thưởng dành cho giám đốc của khu vực/quốc gia/vùng lãnh thổ.

### Giải thưởng tài trợ
| Giải thưởng      | Thí sinh                                                |
| ---------------- | ------------------------------------------------------- |
| Miss Charming    | - Indonesia – Nova Liana                                |
| Miss Beauty Skin | - Myanmar – Thae Su Nyein - Thái Lan – Malin Chara-anan |
| I'Aura Queen     | - Myanmar – Thae Su Nyein                               |

## Thí sinh tham gia
68 thí sinh được xác nhận tham gia cuộc thi:
| Quốc gia/Vùng lãnh thổ | Thí sinh                     | Tuổi | Quê quán             |
| ---------------------- | ---------------------------- | ---- | -------------------- |
| Albania                | Elsa Alijaj                  | 23   | Laç                  |
| Angola                 | Nacira Amaral                | 20   | Dombe Grande         |
| Argentina              | Alejandra Morales            | 27   | Córdoba              |
| Armenia                | Haykanush Mkrtchyan          | 23   | Yerevan              |
| Úc                     | Paitin Powell                | 26   | Whitsundays          |
| Bangladesh             | Jessia Islam Maisha          | 25   | Dhaka                |
| Bỉ                     | Jennifer Louise Felix        | 22   | Flanders             |
| Bolivia                | Carolina Granier             | 26   | La Paz               |
| Brazil                 | Talita Hartmann              | 27   | São Vicente do Sul   |
| Cameroon               | Sharlynn Acha                | 21   | Tiko                 |
| Canada                 | Alivia Croal                 | 23   | Selwyn               |
| Chile                  | Gabriella Alvez              | 27   | Temuco               |
| Trung Quốc             | Victoria Zhongyi Sun         | 24   | Quế Lâm              |
| Colombia               | María Angélica Valero Aponte | 30   | Cúcuta               |
| Cuba                   | Lourdes Feliu                | 23   | La Lisa              |
| Curaçao                | Akisha Albert                | 29   | Willemstad           |
| Séc                    | Veronica Biasiol             | 26   | Praha                |
| Đan Mạch               | Cecilia Presmann             | 23   | Băng Cốc             |
| Cộng hòa Dominica      | Maria Felix                  | 24   | Santo Domingo        |
| Ecuador                | María José Vera              | 26   | Los Ríos             |
| Ai Cập                 | Zeina Emara                  | 29   | Cairo                |
| El Salvador            | Giulia Zanoni                | 19   | San Salvador         |
| Pháp                   | Safiétou Kabengele           | 26   | Normandie            |
| Đức                    | Phi-Nhung Ilynn Sasolith     | 26   | Köln                 |
| Ghana                  | Sage-La'Parriea Yakubu       | 24   | Accra                |
| Gibraltar              | Faith Torres                 | 23   | Gibraltar            |
| Greenland              | Naja Mathilde Rosing         | 26   | Nuuk                 |
| Guatemala              | Cristina Gonzalo             | 21   | Antigua Guatemala    |
| Haiti                  | Shaika Lorvengie Cadet       | 24   | Port-au-Prince       |
| Honduras               | Yariela García               | 27   | Tegucigalpa          |
| Ấn Độ                  | Rachel Gupta                 | 20   | Jalandhar            |
| Indonesia              | Nova Liana                   | 23   | Palembang            |
| Ý                      | Micaela Vietto               | 29   | Farigliano           |
| Bờ Biển Ngà            | Aya Kadjo                    | 28   | Yamoussoukro         |
| Nhật Bản               | Luma Naomi Shigemitsu        | 21   | Aichi                |
| Hàn Quốc               | Yunhyun Chong                | 27   | Seoul                |
| Kosovo                 | Engjëllushe Zhuniqi          | 26   | Priština             |
| Lào                    | Pimai Vongsomphou            | 28   | Champasack           |
| Ma Cao                 | Ohm Zhang                    | 23   | Santo António        |
| Malaysia               | Melisha Lin                  | 26   | Batu Caves           |
| Mexico                 | Tania Estrada Quezada        | 28   | Vicente Guerrero     |
| Myanmar                | Thae Su Nyein                | 18   | Yangon               |
| Nepal                  | Prema Lamgade                | 24   | Siddharthanagar      |
| Hà Lan                 | Ashley Brown                 | 20   | Amsterdam            |
| New Zealand            | Alyssa Roberts               | 21   | Auckland             |
| Nicaragua              | Isabella Salgado             | 27   | Chinandega           |
| Nigeria                | Roseline Orji                | 22   | Lagos                |
| Pakistan               | Roma Michael                 | 29   | Lahore               |
| Panama                 | Yanelys Bergantiño           | 22   | Guararé              |
| Paraguay               | Sharon Capó                  | 24   | Pedro Juan Caballero |
| Peru                   | Arlette Rujel                | 25   | Callao               |
| Philippines            | Christine Juliane Opiaza     | 26   | Castillejos          |
| Ba Lan                 | Aleksandra Wielogórska       | 19   | Warsawa              |
| Puerto Rico            | Mariangie Alicea             | 25   | Juana Díaz           |
| Nga                    | Renata Nadrshina             | 23   | Ufa                  |
| Singapore              | Anisah Rahmat                | 22   | Singapore            |
| Nam Phi                | Sharné Dheochand             | 21   | Newcastle            |
| Tây Ban Nha            | Susana Medina                | 25   | Telde                |
| Thụy Sĩ                | Dalia Kramer                 | 28   | Zürich               |
| Đài Loan               | Yuhan Chen                   | 25   | Đài Bắc              |
| Tanzania               | Fatma Suleiman               | 23   | Kinondoni            |
| Thái Lan               | Malin Chara-anan             | 27   | Phuket               |
| Trinidad và Tobago     | Kristina James               | 24   | El Dorado            |
| Anh Quốc               | Amy Viranya Berry            | 26   | Luân Đôn             |
| Hoa Kỳ                 | Cora Griffen                 | 28   | Columbus             |
| Quần đảo Virgin (Mỹ)   | Samantha Keaton              | 23   | San Antonio          |
| Venezuela              | Anna Blanco                  | 24   | Caracas              |
| Việt Nam               | Võ Lê Quế Anh                | 23   | Quảng Nam            |

## Chú ý

### Lần đầu tham gia
- Greenland

### Trở lại
| - Lần cuối tham gia vào năm 2014: - Cameroon - Bờ Biển Ngà - Lần cuối tham gia vào năm 2018: - New Zealand - Tanzania - Lần cuối tham gia vào năm 2019: - Ma Cao | - Lần cuối tham gia vào năm 2021: - Armenia - Lần cuối tham gia vào năm 2022: - Bangladesh - Trung Quốc - Curaçao - Pakistan |

### Bỏ cuộc

#### Trước cuộc thi
| - Belarus - Bonaire - Hy Lạp - Ireland | - Romania - Seychelles - Thổ Nhĩ Kỳ - Uzbekistan |

#### Trong thời gian diễn ra cuộc thi
| - Campuchia – Sotheary By - Costa Rica – Macarena Chamberlain - Hồng Kông – Kaylie Cheung - Latvia – Sabina Saharova | - Na Uy – Madeleine Malmberg - Bồ Đào Nha – Inês Perestrello - Ukraine – Kateryna Bilyk |